# 科林·菲茨杰拉德
科林·菲茨杰拉德（英語：Colin Fitzgerald，1955年11月26日—），澳大利亚男子自行车运动员。他曾代表澳大利亚参加1978年英联邦运动会自行车比赛，获得男子团体追逐赛金牌。他也曾参加1980年夏季奥运会。